# Tchořovice
Tchořovice är en ort i Tjeckien.   Den ligger i regionen Södra Böhmen, i den centrala delen av landet, 80 km sydväst om huvudstaden Prag. Tchořovice ligger 454 meter över havet och antalet invånare är 223.
Terrängen runt Tchořovice är huvudsakligen platt. Tchořovice ligger nere i en dal. Runt Tchořovice är det ganska glesbefolkat, med 47 invånare per kvadratkilometer. Närmaste större samhälle är Blatná, 5,4 km öster om Tchořovice. Omgivningarna runt Tchořovice är en mosaik av jordbruksmark och naturlig växtlighet.